# Capricorns
I Capricorns (a volte trascritti come CAPRICORNS) erano una band progressive metal strumentale di Londra che mescolava vari elementi doom metal, sludge metal e chitarre math rock. La formazione della band era composta dal chitarrista Nathan Dylan Bennett, dal chitarrista Chris Cates, dal bassista Dean Berry e dal batterista Nathan Perrier. Sono stati ispirati dall'horror italiano e includevano nella formazione ex membri di Orange Goblin e Iron Monkey.

## Storia
I Capricorns si sono formati nel 2003. Nel 2005 hanno registrato il loro album di debutto "Ruder Forms Survive"  dopo l'uscita del loro EP omonimo di tre tracce (2004). Il 2005 è stato anche l'anno in cui sono andati in tournée nel Regno Unito con gli Electric Wizard. Nel 2008 pubblicarono il loro secondo album completo "River, Bear Your Bones" per la Rise Above Records, con sede, all'epoca, in più località geografiche. Nello stesso anno si sciolsero.

## Formazione
- Nathan Dylan Bennett (chitarra)
- Kevin Williams (chitarra)
- Dean Berry (basso)
- Nathan Perrier (batteria)
- Christopher Turner (batteria)
- Javier Villegas (basso)
- Chris West (basso)

## Discografia
Album in studio
- Ruder Forms Survive (2005)
- River, Bear Your Bones (2008)

EP
- Capricorns (2004)